# Cyril Deverell
Sir Cyril John Deverell (St Peter Port, 9 novembre 1874 – Lymington, 12 maggio 1947) è stato un generale britannico.

## Biografia
Cyril era figlio del Tenente John Baines Seddon Deverell e di sua moglie, Harriet Strappini Roberts, e venne educato alla Bedford School, Deverell entrò nell'esercito britannico e venne inserito nel Prince of Wales's West Yorkshire Regiment il 6 marzo 1895. Egli prestò servizio nella Quarta guerra anglo-ashanti nel 1896 e venne promosso Tenente il 3 agosto 1898. Egli venne dunque nominato aiutante del suo reggimento il 9 febbraio 1904 prima di essere promosso a Capitano il 23 febbraio 1904.
Egli prestò servizio nella prima guerra mondiale inizialmente nell'85th Infantry Brigade, ruolo col quale egli aderì al British Expeditionary Force e fu presente alla Seconda battaglia di Ypres nell'aprile del 1915 prima di essere promosso a Maggiore il 3 giugno 1915.
Deverell divenne ufficiale comandante del 4th Battalion dell'East Yorkshire Regiment nel luglio del 1915 e gli venne quindi chiesto di prendere il comando della 20th Infantry Brigade dal 29 ottobre 1915. Promosso Tenente Colonnello il 26 agosto 1916, egli prese parte alla Battaglia della Somme nell'autunno del 1916. Egli mantenne la posizione di comando sul fianco destro della 21st Division durante la Battaglia del crinale di Bazentin ed attaccò quindi l'area a est di High Wood; uno degli uomini di Deverell, Theodore William Henry Veale, ottenne la Victoria Cross durante quest'azione. Promosso al rango di Colonnello e temporaneamente a Maggiore Generale il 1º gennaio 1917, Deverell ottenne il comando della 3rd Division dopo che il comandante di questa, Sir Aylmer Haldane, aveva ottenuto il comando del VI Corps.
Egli guidò la propria divisione nella Battaglia di Arras del 1917 e quindi prese parte alle ultime fasi della Battaglia di Passchendaele. Fece ritorno alla Somme nel 1918, prima di combattere al fgianco dei portoghesi nella Battaglia del Lys. La divisione prese parte quindi all'Offensiva dei cento giorni, portando i tedeschi infine alla resa l'11 novembre 1918. Egli venne nominato Compagno dell'Ordine del Bagno nel 1918 e l'anno successivo ottenne la Croix de guerre francese.
Egli mantenne il comando della propria divisione sino al 1º gennaio 1919 quando, dopo essere stato promosso definitivamente al rango di Maggiore Generale, ottenne il comando della 53rd (Welsh) Division. Il 13 dicembre 1921 si spostò in India ove comandò l'United Provinces District. Nominato Commendatore dell'Ordine dell'Impero Britannico nel Kings Birthday Honours del 1926, prestò servizio come Quartiermastro Generale in India dal 25 febbraio 1927 e dopo essere stato promosso a Tenente Generale il 13 marzo 1928 venne avanzato al rango di Cavaliere Commendatore dell'Ordine del Bagno nel Kings Birthday Honours del 1929, divenne Capo dello stato maggiore generale in India nel 1930. Egli divenne General Officer Commanding-in-Chief del Western Command l'11 aprile 1931 e successivamente, promosso al rango di Generale il 21 aprile 1933, venne nominato General Officer Commanding-in-Chief dell'Eastern Command l'8 maggio 1933. Egli venne nominato Aiutante di Campo del re Giorgio V il 10 febbraio 1934 e promosso Feldmaresciallo il 15 maggio 1936 prima di assumere la carica di Capo dello stato maggiore generale imperiale in quello stesso giorno. Con questo incarico egli sovrintese alle operazioni in gran parte d'Europa. Nel maggio del 1937 Leslie Hore-Belisha, il nuovo Segretario di Stato per la Guerra, vide la possibilità di limitare la spesa per l'esercito in vista di una nuova politica di risparmio, scontrandosi col generale Deverall che era seriamente preoccupato dal crescere della potenza della Germania. Hore-Belisha scrisse dunque a Deverell avvisandolo che sarebbe stato rimosso dal suo incarico. Deverell scrisse in replica al Segretario di Stato, obiettando strenuamente per questo atteggiamento e adducendo le ragioni della sua opposizione, ma decise infine di ritirarsi dall'esercito il 6 dicembre 1937.
Egli fu inoltre Colonnello del Prince of Wales's West Yorkshire Regiment dal 21 marzo 1934.
Durante il ritiro, egli fu Deputato Luogotenente per Southampton e tra i suoi molti interessi si dedicò alla politica locale, servendo come consigliere per la difesa locale durante la seconda guerra mondiale. Visse gli ultimi anni a Court Lodge presso Lymington e ivi morì il 12 maggio 1947.